# Autoridade para as Condições do Trabalho
A Autoridade para as Condições do Trabalho (ACT) é um organismo português, sob a orientação da administração pública, sendo tutelada pelo Ministério do Trabalho, Solidariedade e Segurança Social. Esta entidade objetiva vistoriar as relações laborais no setor privado, para averiguar eventuais irregularidades no que concerne aos contratos de trabalho, assim como às questões de higiene e segurança no trabalho, quer no setor público, quer no setor privado. A ACT surgiu das antigas Inspecção Geral do Trabalho e do Instituto para a Segurança, Higiene e Saúde no Trabalho. A sua sede é em Lisboa e rege-se pelo Decreto-Lei nº 326-B/2007, de 28 de Setembro.

## Natureza
Segundo o art.º 1.º do Decreto-Lei supra citado "a Autoridade para as Condições do Trabalho (...) é um serviço de promoção da melhoria das condições de trabalho, prevenção, controlo, auditoria e fiscalização, integrado na administração direta do Estado, dotado de autonomia administrativa, que desenvolve a sua ação inspetiva no âmbito de poderes de autoridade pública"

## Missão e atribuições
Segundo o art.º 3.º do Decreto Lei supra citado a ACT tem por missão a promoção da melhoria das condições de trabalho, através do controlo do cumprimento das normas em matéria laboral (Código do Trabalho), no âmbito das relações laborais privadas, bem como a promoção de políticas de prevenção de riscos profissionais, e, ainda, o controlo do cumprimento da legislação relativa à segurança e saúde no trabalho, em todos os sectores de actividade e nos serviços e organismos da administração pública central, directa e indirecta, e local, incluindo os institutos públicos, nas modalidades de serviços personalizados ou de fundos públicos.
Rsumidamente, à ACT compete fazer cumprir o Código do Trabalho no sector privado (presume-se que o sector público cumpre), assim como fiscalizar a segurança e saúde no trabalho para evitar riscos profissionais, neste caso, nos sectores público e privado.

Segundo o n.º 2 do artigo supra citado a ACT prossegue as seguintes atribuições:
a) Promover, controlar e fiscalizar o cumprimento das disposições legais, regulamentares e convencionais, respeitantes às relações e condições de trabalho, designadamente as relativas à segurança e saúde no trabalho, de acordo com os princípios vertidos nas Convenções n.os 81, 129 e 155 da Organização Internacional do Trabalho (OIT), ratificadas pelo Estado Português;
b) Proceder à sensibilização, informação e aconselhamento no âmbito das relações e condições de trabalho, para esclarecimento dos sujeitos intervenientes e das respetivas associações, com vista ao pleno cumprimento das normas aplicáveis;
c) Promover o desenvolvimento, a difusão e a aplicação de conhecimentos científicos e técnicos no âmbito da segurança e saúde no trabalho;
d) Promover a formação especializada nos domínios da segurança e saúde no trabalho e apoiar as organizações patronais e sindicais na formação dos seus representantes; Diário da República, 1.ª série — N.º 188 — 28 de Setembro de 2007 6998-(7)
e) Promover e participar na elaboração de políticas de segurança e saúde no trabalho;
f) Promover e assegurar a execução, de acordo com os objetivos definidos, de programas de ação em matéria de segurança e saúde no trabalho;
g) Assegurar a gestão do sistema de prevenção de riscos profissionais, visando a efetivação do direito à saúde e segurança no trabalho;
h) Gerir o processo de autorização de serviços de segurança e saúde no trabalho;
i) Coordenar o processo de formação e certificação de técnicos superiores e técnicos de segurança e higiene no trabalho, incluindo a gestão de eventuais fundos comunitários para o efeito;
j) Difundir a informação e assegurar o tratamento técnico dos processos relativos ao sistema internacional de alerta para a segurança e saúde dos trabalhadores, bem como a representação nacional em instâncias internacionais;
l) Assegurar o procedimento das contra-ordenações laborais e organizar o respetivo registo individual;
m) Proceder à tramitação de atos administrativos, receber e tratar as comunicações e notificações, respeitantes às condições de trabalho e às relações de trabalho que, nos termos da lei, lhe devam ser dirigidos;
n) Emitir carteiras profissionais, nos termos da lei;
o) Exercer as competências em matéria de licenciamento industrial que lhe sejam atribuídas por lei;
p) Exercer as competências em matéria de trabalho de estrangeiros que lhe sejam atribuídas por lei;
q) Prevenir e combater o trabalho infantil, em articulação com os diversos departamentos governamentais;
r) Colaborar com outros órgãos da Administração Pública com vista ao respeito integral das normas laborais, nos termos previstos na legislação comunitária e nas Convenções da OIT, ratificadas por Portugal;
s) Sugerir as medidas adequadas em caso de falta ou inadequação de normas legais ou regulamentares;
t) Recolher e analisar informação e elaborar relatórios regulares sobre o funcionamento e a eficácia da ACT;
u) Proceder à conservação dos registos e arquivos, relativos a acidentes e incidentes e à avaliação e exposição aos riscos referentes aos trabalhadores em caso de encerramento da empresa;
v) Avaliar o cumprimento das normas relativas a destacamento de trabalhadores e cooperar com os serviços de fiscalização das condições de trabalho de outros Estados membros do espaço económico europeu, em especial no que respeita aos pedidos de informação neste âmbito;
x) Prosseguir as demais atribuições que lhe forem conferidas por lei.

Já o n.º 3 refere que a ACT prossegue as atribuições referidas no número anterior em empresas, qualquer que seja a sua forma ou natureza jurídica, de todos os sectores de atividade, seja qual for o regime aplicável aos respectivos trabalhadores, bem como em quaisquer locais em que se verifique a prestação de trabalho ou em relação aos quais haja indícios fundamentados dessa prestação.

## Ineficácia contra osfalsos recibos verdes
Muitas críticas têm surgido contra a ACT pela sua ineficácia contra os denominados falsos recibos verdes. De 1997 a 2009, a ACT apenas detetou 7500 pessoas com contrato de trabalho dissimulado, sendo que o Instituto Nacional de Estatística estima que só em 2010 haja certamente pelo menos 77 mil pessoas a falsos recibos verdes, um número cerca de dez vezes superior em apenas um ano em relação aos casos detetados pela ACT em 12 anos.

### Legislação aplicável
O n.º 1 do Artigo 12.º do Código do Trabalho refere que:

"Presume-se a existência de contrato de trabalho quando, na relação entre a pessoa que presta uma actividade e outra ou outras que dela beneficiam, se verifiquem algumas das seguintes características:
a) A actividade seja realizada em local pertencente ao seu beneficiário ou por ele determinado;
b) Os equipamentos e instrumentos de trabalho utilizados pertençam ao beneficiário da actividade;
c) O prestador de actividade observe horas de início e de termo da prestação, determinadas pelo beneficiário da mesma;
d) Seja paga, com determinada periodicidade, uma quantia certa ao prestador de actividade, como contrapartida da mesma;
e) O prestador de actividade desempenhe funções de direcção ou chefia na estrutura orgânica da empresa."

O n.º 2 do mesmo artigo é bem claro quando refere as sanções para os empregadores de falsos recibos verdes:
"Constitui contra-ordenação muito grave imputável ao empregador a prestação de actividade, por forma aparentemente autónoma, em condições características de contrato de trabalho, que possa causar prejuízo ao trabalhador ou ao Estado."